# Bundesministerium für öffentliche Leistung und Sport
Das Bundesministerium für öffentliche Leistung und Sport (BMöLS) war eine österreichische Behörde, die zwischen 2000 und 2003 in der Bundesregierung Schüssel I bestand.

## Zuständigkeiten
Das Ministerium umfasste Angelegenheiten, die unmittelbar zuvor (Bundesministeriengesetz idf BGBl. I Nr.  21/1997) zum Bundesministerium für Finanzen (Personalangelegenheiten und Verwaltungsmanagement) sowie zum Bundeskanzleramt (Automationsunterstützte Datenverarbeitung, Sport) gehörten. Hauptzweck des Ministeriums war die österreichweite koordinierte Umstellung auf eGovernment, die dann Mitte der 2000er in ihren Grundstrukturen weitestgehend abgeschlossen war.
Laut Bundesministeriengesetz idf BGBl. I Nr. 16/2000 umfasste des Portefeuille:
- Personalangelegenheiten des öffentlichen Dienstes („Beamtenministerium“)
- Verwaltungsmanagement
- Automationsunterstützte Datenverarbeitung
- Sport (→ Österreichisches Sportministerium)

## Bundesminister
- Susanne Riess-Passer (FPÖ) 1. April  2000 – 28. Februar 2003
- Wolfgang Schüssel (ÖVP) 28. Februar 2003 – 30. April 2003 (vorübergehend betraut)[2]

## Spätere Wahrnehmung der Zuständigkeiten
Sämtliche Angelegenheiten wurden in der Bundesregierung Schüssel II mit BGBl. I Nr. 17/2003 auf das Bundeskanzleramt rückübertragen.
Per Mai 2003 konnte – nach den EU-Gipfeln in Feira und Lissabon – die E-Government Offensive gestartet werden, die die konkrete Umsetzung auf Behördenebene umfasste. Die dafür geschaffene E-Government Plattform leitete wieder der Bundeskanzler.
Das Sportressort gelangte 2009 zum Bundesministerium für Landesverteidigung.
Ein Bundesministerium mit sehr ähnlichem Zuständigkeitsbereich wie dem des BMöLS besteht seit Jänner 2018 in Form des Bundesministeriums für öffentlichen Dienst und Sport (BMöDS), das im Jänner 2020 um die Zuständigkeit für Kunst und Kultur erweitert wurde und den Titel Bundesministerium für Kunst, Kultur, öffentlichen Dienst und Sport trägt.